# Plumeria biała
Plumeria biała (Plumeria alba L.) – gatunek niewielkiego drzewa z rodziny toinowatych. Pochodzi z Karaibów. Obecnie w całych tropikach jedna z bardziej rozpowszechnionych i popularnych roślin ozdobnych.

## Morfologia
Drzewo do 8 m wysokości, z białym lateksem. Gałęzie grube z liśćmi na końcach. W porze suchej drzewo gubi liście. Efektowne kwiaty są okazałe i silnie pachnące. Zebrane w wierzchotki szczytowe. Są 5-krotne, korona jest zrosłopłatkowa, biała z żółtym środkiem. Owocami są mieszki umieszczone w parach na wspólnej osi.

## Zastosowanie
Popularna roślina ozdobna w strefie tropikalnej.